# Махташа
Махташа́ (каз. Мақташы) — село у складі Келеського району Туркестанської області Казахстану. Входить до складу Кошкаратинського сільського округу.
У радянські часи село називалось Махташи.
Населення — 942 особи (2021; 890 у 2009, 703 у 1999, 583 у 1989).